# Zelenomodra deva
Zelenomodra deva (znanstveno ime Aeshna cyanea) je raznokrili kačji pastir iz družine dev, ki živi v Evropi.

## Telesne značilnosti
Je eden od največjih predstavnikov rodu Aeshna; v dolžino meri med 67 in 76 mm, od tega zadek 51 do 61 mm. Zadnje krilo je dolgo 43 do 53 mm. Zlahka je prepoznaven po vzorcu parnih barvastih lis na črnem ozadju zadka. Na 9. in 10. členu zadka sta lisi združeni in tvorita enotno polje. Samice in mladi samci imajo lise na vseh členih zadka zelene, pri zrelih samcih pa se tiste na členih 7 do 10 obarvajo svetlo modro. V letu drži zadek ukrivljen rahlo navzdol.
Tudi pri natančnejšem pregledu je nekaj ključnih značilnosti, po kateri ga je nemogoče zamenjati za katero od drugih vrst iz rodu. Zadnji rob oči je izrazito ukrivljen in razkriva svetlo liso na zadnji strani glave. Na vrhu sprednjega dela oprsja sta veliki ovalni lisi zelene barve. Pterostigma na krilih je razmeroma kratka in dvakrat daljša kot je široka.

## Habitat in razširjenost
Razmnožuje se v stoječih vodnih telesih, najraje majhnih in osenčenih z debelimi nanosi mulja ter odpadlega listja, npr. v gozdnih mlakah. Samci agresivno branijo svoj teritorij, tako da okrog takšne mlake leta samo eden, čeprav se jih je lahko v njej izleglo več sto. Samica izleže jajčeca v trhel les, mah ali obvodno rastlinje tako, da zapiči svoj zadek vanje. Gostota ličink je lahko zelo visoka. Prehranjujejo se z drugimi vodnimi žuželkami, žabjimi paglavci in manjšimi ribami. Odrasli v letu lovijo manjše žuželke. Letijo predvsem ob jutranji zori in večernem mraku pozno poleti in jeseni, včasih tudi do novembra. Brez težav preživi skupaj z drugimi vrstami kačjih pastirjev, a je na nekem nahajališču pogosto edina vrsta, saj v tako osenčenih mlakah večina drugih kačjih pastirjev ne more uspevati.
Zelenomodra deva je eden najpogostejših raznokrilih kačjih pastirjev v večjem delu Evrope, proti severovzhodu in jugu pa postaja redkejši. Najdemo ga vzhodno do Urala. Razširjen je tudi po vsej Sloveniji, ob skoraj vsaki primerni mlaki in ne sodi med ogrožene vrste.